# 양박쥐아목
양박쥐아목(陽-亞目, Yangochiroptera)은 제안된 박쥐목의 아목이다. 3개의 박쥐 과(생쥐꼬리박쥐과, 관박쥐과, 위흡혈박쥐과)를 제외한 대부분의 작은박쥐류를 포함하고 있다.

## 하위 분류
- 대꼬리박쥐과 또는 보자기날개박쥐과 (Emballonuridae)
- 민발톱박쥐과 또는 연기박쥐과 (Furipteridae)
- 긴가락박쥐과 (Miniopteridae)
- 큰귀박쥐과 또는 자유꼬리박쥐과 (Molossidae)
- 유령얼굴박쥐과 또는 수염박쥐과 (Mormoopidae)
- 짧은꼬리박쥐과 (Mystacinidae)
- 흡반발박쥐과 (Myzopodidae)
- 깔때기귀박쥐과 (Natalidae)
- 불독박쥐과 (Noctilionidae)
- 틈새얼굴박쥐과 (Nycteridae)
- 주걱박쥐과 또는 신세계잎코박쥐과 (Phyllostomidae)
- 원반날개박쥐과 (Thyropteridae)
- 애기박쥐과 (Vespertilionidae)
- 털박쥐과 (Cistugidae)